# Bankaktiebolaget Nordiska
Bankaktiebolaget Nordiska är en svensk nischbank som erbjuder bland annat företagsfinansiering, privatlån och sparkonton. De finansiella tjänsterna erbjuds dels under eget varumärke och dels via externa partners. Utöver Sverige har banken även verksamhet i Norge, Finland, Danmark, Tyskland och Nederländerna.

## Historik
Nordiska grundades 2008 under namnet ADD Business Support AB. Bolagets verksamhet var till en början inriktad på företagstjänster inom bland annat ekonomistöd, affärseffektivisering och marknadsföring. Genom ADD Finans började man senare erbjuda fakturaköp och andra tjänster inom fakturaservice.
2011 ansökte ADD om tillstånd hos Finansinspektionen för att bli ett kreditmarknadsbolag och i samband med det bytte bolaget namn till Solidum AB. Sedan man beviljats tillstånd började Solidum i september 2012 att erbjuda sparkonton med statlig insättningsgaranti. Efter att ha fått en ny ägare bytte Solidum i maj 2015 namn till Nordiska Kreditmarknadsaktiebolaget.
2019 startade Nordiska sin första verksamhet utanför Sverige genom att börja erbjuda utlåning via partnersamarbeten i Finland samt inlåning i Tyskland. 2021 expanderade man verksamheten till Norge genom att förvärva det norska finansbolaget Folkefinans AS. 2022 började Nordiska med utlåning via partnersamarbeten även i Danmark och Nederländerna.
I mars 2024 genomförde Nordiska ett förvärv av Umeå Release Finans AB med verksamhet inom finansieringslösningar till företag. Senare samma år gjorde man ytterligare ett förvärv i form av fintech-bolaget Rocker AB. I december 2024 beviljades Nordiska banktillstånd av Finansinspektionen och som en följd av det bytte bolaget i januari 2025 företagsnamn från Nordiska Kreditmarknadsaktiebolaget till Bankaktiebolaget Nordiska.

## Verksamhet
Nordiska bedriver olika former av utlåningsverksamhet på fem marknader: Sverige, Norge, Finland, Danmark och Nederländerna. För att finansiera utlåningen erbjuder Nordiska sparkonton i Sverige och Tyskland. I Sverige och Norge bedriver Nordiska egen verksamhet direkt genom moderbolaget och dotterbolagen, medan på övriga marknader använder man endast externa partnerskap. Nordiskas verksamhet är indelad i fyra affärsområden: Företagsaffären, partneraffären, leasingaffären och betalningsaffären.

### Företagsaffären
Affärsområdet företagsaffären innefattar de likviditets- och finansieringslösningar som Nordiska erbjuder till företagskunder. Det inkluderar lån med och utan säkerhet, fakturabelåning och fakturaköp.

### Partneraffären
Inom partneraffären erbjuder Nordiska finansieringslösningar till externa samarbetspartners som i sin tur erbjuder olika krediter och betallösningar till sina kunder. Krediterna inkluderar både privatlån och företagslån.

### Leasingaffären
Dotterbolaget Release Finans utgör ett eget affärsområde som främst är inriktat på att erbjuda olika leasinglösningar till små och medelstora företag.

### Betalningsaffären
Genom dotterbolaget Rocker erbjuds betallösningar för e-handel samt debet- och kreditkort.